# Yūhi o Miteiru ka?
Yūhi o Miteiru ka?' (夕陽を見ているか? Are You Watching the Sunset?) là single thứ tám của nhóm nhạc thần tượng Nhật Bản AKB48, do hãng DefStar phát hàng vào ngày 31 tháng 10 năm 2007. Mặc dù nó chỉ đạt vị trí số 10 trên bảng xếp hạng Oricon, nhưng nó được coi là một trong những bài hát yêu thích của nhóm.